# Andrea II Muzaka
Andrea II Muzaka (1319-1372) was een Albanese prins uit de Muzaka-dynastie. Zijn heerschappij over het vorstendom Muzaka duurde van 1331 tot 1372. Vanaf 1340 kende hij de titel van despoot door het Keizerrijk Servië te verslaan. Onder Andrea II Muzaka wist het vorstendom Muzaka zijn territoriale hoogtepunt te bereiken door naast het centrale- en zuiden van het huidige Albanië, ook het westen van Noord-Macedonië en het noorden van Griekenland te annexeren.

## Biografie
Andrea II Muzaka stamt af van de succesvolle Muzaka-dynastie. Deze familie had zijn wortels in een klein dorpje vlak bij Korçë en heerste voornamelijk in Zuid-Albanië. Andrea II was de zoon van Teodor I Muzaka, van wie hij de heerschappij over het vorstendom Muzaka in 1331 opvolgde. De moeder van Andrea II was een prinses uit de Gropa-dynastie en de dochter van Pal Gropa.
Zijn naamgenoot en tevens grootvader Andrea I Muzaka heerste in 1280 over een autonoom vorstendom in Myzeqe ten westen van Berat als vazal van het Byzantijnse Rijk. Het vorstendom zou later, na expansie van het Keizerrijk Servië, verder gaan als vazal van de Serviërs.

## Succesvolle rebellie
In 1336 veroverde het Keizerrijk Servië onder Stefan Dušan het middeleeuwse Koninkrijk Albanië. In 1340 kwam Andrea II Muzaka in opstand en begon een gewapend conflict tegen het Servische leger onder leiding van Vukašin Mrnjavčević. Deze succesvolle rebellie, waarbij andere Albanese adellijke families als Thopia en Gropa meevochten zou de Serviërs uit Albanië verdrijven en zodoende de Servische heerschappij beëindigen. Andrea Muzaka veroverde Albanië terug en breidde het gebied aanzienlijk uit in Noord-Griekenland. In 1372 stierf Andrea Muzaka; hij werd opgevolgd door zijn zoon Teodor II Muzaka.

## Nageslacht

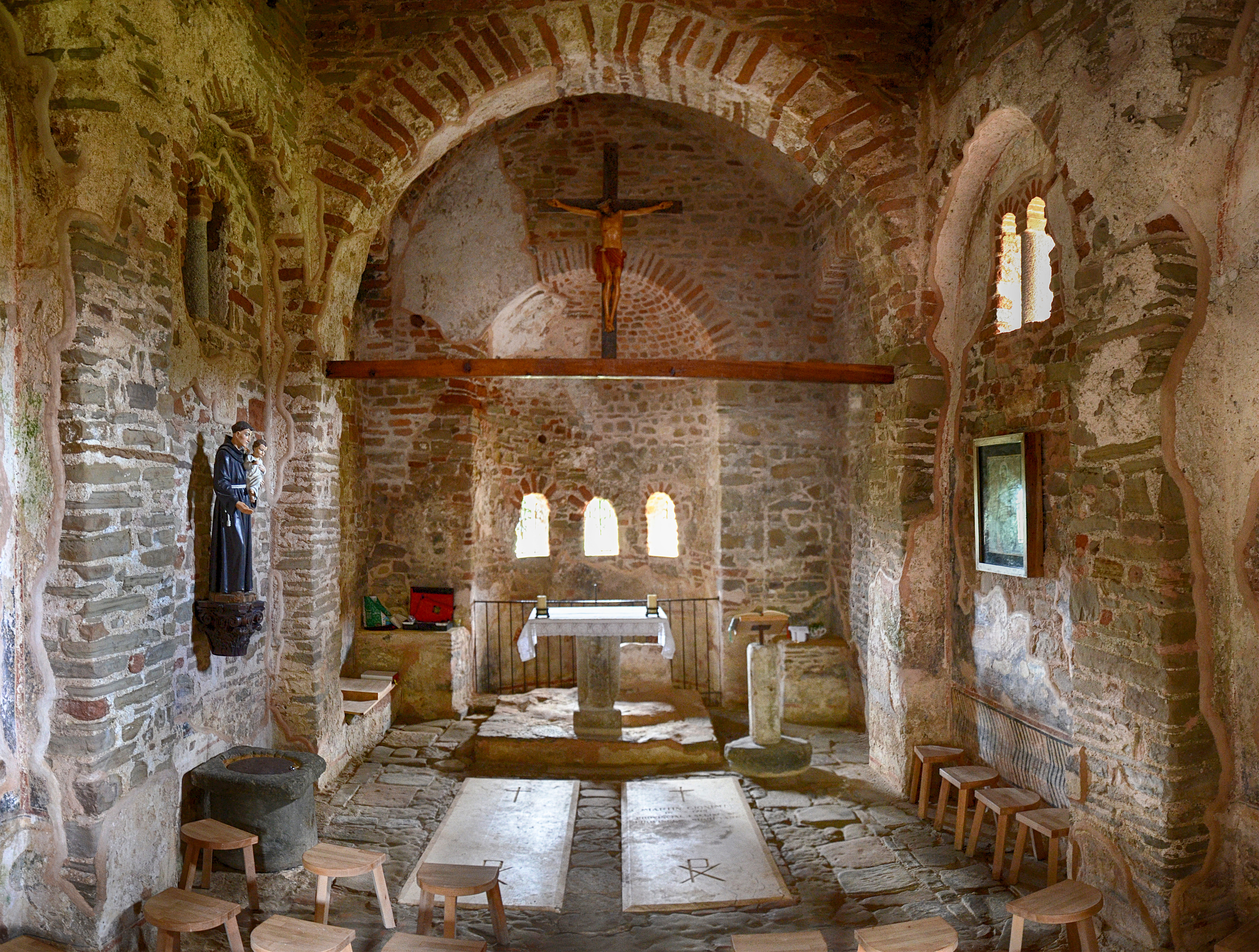
Het graf van despoot Andrea II en prinses Efimija in een kerk in een dorpje nabij Durrës, Albanië.

Andrea II was getrouwd met de Albanese prinses Efimija Matranga.
Het echtpaar kreeg vijf kinderen:
- Gjin
- Teodor II
- Stoja
- Komnena
- Chiranna